# Beautiful Loser
Beautiful Loser (с англ. — «Прекрасный неудачник») — пятый сольный студийный альбом американского рок-музыканта Боба Сигера, записанный и выпущенный в 1975 году. Дистрибуцией этой пластинки вновь занималась компания Capitol Records; до этого Сигер четыре года не сотрудничал с лейблом по причине возникших разногласий.
При работе над Beautiful Loser Боб Сигер привлёк сторонних музыкантов, в то время, как участники его группы Silver Bullet Band отметились лишь в записи нескольких композиций.

## Список композиций
Слова и музыка всех песен — Боба Сигера, за исключением «Nutbush City Limits», написанной Тиной Тёрнер.
| №  | Название          | Длительность |
| -- | ----------------- | ------------ |
| 1. | «Beautiful Loser» | 3:29         |
| 2. | «Black Night»     | 3:24         |
| 3. | «Katmandu»        | 6:09         |
| 4. | «Jody Girl»       | 3:41         |

| №  | Название              | Длительность |
| -- | --------------------- | ------------ |
| 1. | «Travelin’ Man»       | 2:41         |
| 2. | «Momma»               | 3:22         |
| 3. | «Nutbush City Limits» | 3:57         |
| 4. | «Sailing Nights»      | 3:18         |
| 5. | «Fine Memory»         | 2:56         |

## Участники записи
Группа Muscle Shoals Rhythm Section (все треки, кроме 4 и 7)
- Барри Беккет[англ.] — фортепиано, орган, синтезатор, электрическое фортепиано
- Пит Карр[англ.] — ведущая гитара, акустическая гитара
- Роджер Хоукинс[англ.] — ударные, перкуссия
- Дэвид Худ[англ.] — бас-гитара
- Джимми Джонсон — ритм-гитара
- Спунер Олдхэм[англ.] — орган, электрическое фортепиано

Группа Muscle Shoals Horn Section (3 трек)
- Харрисон Калловей- труба
- Рон Идес — баритон-саксофон
- Чарльз Роуз — тромбон
- Харви Томпсон — тенор-саксофон

Группа Silver Bullet Band (7 трек)
- Дрю Эбботт[англ.] — гитара
- Крис Кемпбелл — бас-гитара
- Чарли Мартин — ударные
- Робин Роббинс — орган

Дополнительные музыканты
- Дрю Эбботт — гитара (треки 2, 3)
- Кенни Белл — гитара (3 трек)
- Пит Карр — соло-гитара (6 трек)
- Том Картмелл[англ.] — саксофон (7 трек)
- Пол Кингджери- соло-гитара (7 трек)
- Робин Роббинс — меллотрон (4 трек)
- Боб Сигер — гитара (треки 4, 5, 9), слайд-гитара (3 трек), губная гармоника (3 трек), фортепиано (4 трек)
- Стоуни и Роки — бэк-вокал (3 трек)

Технический персонал
- Панч Эндрюс[англ.] — производство (треки 4 и 7), микширование
- Джим Браззиссе — звукоинженер
- Джерри Мастерс — звукоинженер
- Стив Мелтон — звукоинженер
- Группа «Muscle Shoals Rhythm Section» — производство (все треки, за исключением 4 и 7)
- Боб Сигер — производство (все треки), микширование
- Грэг Смит — звукоинженер

## Позиции в чартах

### Альбом
| Чарт (1975)   | Высшая позиция |
| ------------- | -------------- |
| Billboard 200 | 131            |

### Синглы
| 1975                                  | «Katmandu»            | 43 |
| 1976                                  | «Nutbush City Limits» | 69 |
| «—» значит не занимал позицию в чарте |                       |    |